# (35519) 1998 FJ60
1998 FJ60 (asteroide 35519) é um asteroide da cintura principal. Possui uma excentricidade de 0.11143920 e uma inclinação de 4.71553º.
Este asteroide foi descoberto no dia 20 de março de 1998 por LINEAR em Socorro.